# Marsilea crotalophoroides
Marsilea crotalophoroides là một loài dương xỉ trong họ Marsileaceae. Loài này được Sw. mô tả khoa học đầu tiên..
Danh pháp khoa học của loài này chưa được làm sáng tỏ. 